# 461-й отдельный зенитный артиллерийский дивизион
461-й отдельный зенитный артиллерийский дивизион - воинская часть вооружённых сил СССР в Великой Отечественной войне.

## История
Переименован из не имеющего номера отдельного зенитного артиллерийского дивизиона 4-й армии 27 февраля близ Киришей
В составе действующей армии во время ВОВ с 27 февраля 1942 по 16 октября 1944 и с 9 августа 1945 по 3 сентября 1945 года.
С момента формирования прикрывает войска 4-й армии в районе Киришей. В марте 1942 года переброшен для усиления противовоздушной обороны 2-й ударной армии, занял позиции на плацдарме между совхозом «Красный Ударник» и Мясным Бором. После того, как горловина прорыва 19 марта 1942 года была перекрыта, а затем восстановлена, дивизион был переброшен в горловину прорыва, где в основном принимает участие в боях с наземными войсками, отражая атаки пехоты противника.

Вели огонь зенитными снарядами «на картечь». Это за 30–40 м. Плюс скорострельность орудий — 20 выстрелов в минуту, помноженная на мужество наших сибиряков. И ни разу за все бои в районе нашей батареи немцы не прошли. К великому сожалению, таких батарей тогда, кроме нашей, мне не приходилось видеть  
В окружение дивизион не попал, хотя и понёс большие потери. В июне-августе 1942 года прикрывает переправы через Волхов. В августе 1942 года переподчинён 54-й армии, однако вскоре был отправлен во 2-ю ударную армию, обеспечивал проведение ею Синявинской операции, с ноября 1942 года вновь отправлен в 54-ю армию в район Погостья, принимает участие в Красноборско-Смердынской операции. По её окончании переподчинён 8-й армии и поддерживает её в ходе Мгинско-Шапкинской операции. До осени 1943 года прикрывает объекты Волховского фронта, с января 1944 года принимает участие в  Ленинградско-Новгородской операции, прикрывая войска 59-й армии
Весной 1944 года передислоцирован в район Пушкинских Гор, где с июня 1944 года в составе 54-й армии принимает участие в Псковско-Островской операции, затем в Тартуской и Рижской операциях. После освобождения Риги выведен в резерв, находится в распоряжении также выведенного в резерв штаба 3-го Прибалтийского фронта вплоть до лета 1945 года.
В июле 1945 года переправлен на Дальний Восток, где с 9 августа 1945 года обеспечивает наступление 5-й армии в ходе Харбино-Гиринской операции

### Подчинение
| Подчинение      | Подчинение                                                 | Подчинение                                    | Подчинение | Подчинение | Подчинение | Подчинение |
| Дата            | Фронт (округ)                                              | Армия                                         | Корпус     | Дивизия    | Бригада    | Примечания |
| --------------- | ---------------------------------------------------------- | --------------------------------------------- | ---------- | ---------- | ---------- | ---------- |
| 01.03.1942 года | Волховский фронт                                           | 4-я армия                                     | -          | -          | -          | -          |
| 01.04.1942 года | Волховский фронт                                           | 52-я армия                                    | -          | -          | -          | -          |
| 01.05.1942 года | Ленинградский фронт (Группа войск Волховского направления) | 52-я армия                                    | -          | -          | -          | -          |
| 01.06.1942 года | Ленинградский фронт (Волховская группа войск)              | -                                             | -          | -          | -          | -          |
| 01.07.1942 года | Волховский фронт                                           | -                                             | -          | -          | -          | -          |
| 01.08.1942 года | Волховский фронт                                           | -                                             | -          | -          | -          | -          |
| 01.09.1942 года | Волховский фронт                                           | 54-я армия                                    | -          | -          | -          | -          |
| 01.10.1942 года | Волховский фронт                                           | 2-я ударная армия                             | -          | -          | -          | -          |
| 01.11.1942 года | Волховский фронт                                           | 2-я ударная армия                             | -          | -          | -          | -          |
| 01.12.1942 года | Волховский фронт                                           | 54-я армия                                    | -          | -          | -          | -          |
| 01.01.1943 года | Волховский фронт                                           | 54-я армия                                    | -          | -          | -          | -          |
| 01.02.1943 года | Волховский фронт                                           | 54-я армия                                    | -          | -          | -          | -          |
| 01.03.1943 года | Волховский фронт                                           | 54-я армия                                    | -          | -          | -          | -          |
| 01.04.1943 года | Волховский фронт                                           | 8-я армия                                     | -          | -          | -          | -          |
| 01.05.1943 года | Волховский фронт                                           | 8-я армия                                     | -          | -          | -          | -          |
| 01.06.1943 года | Волховский фронт                                           | 8-я армия                                     | -          | -          | -          | -          |
| 01.07.1943 года | Волховский фронт                                           | -                                             | -          | -          | -          | -          |
| 01.08.1943 года | Волховский фронт                                           | -                                             | -          | -          | -          | -          |
| 01.09.1943 года | Волховский фронт                                           | -                                             | -          | -          | -          | -          |
| 01.10.1943 года | Волховский фронт                                           | -                                             | -          | -          | -          | -          |
| 01.11.1943 года | Волховский фронт                                           | 59-я армия                                    | -          | -          | -          | -          |
| 01.12.1943 года | Волховский фронт                                           | 59-я армия                                    | -          | -          | -          | -          |
| 01.01.1944 года | Волховский фронт                                           | 59-я армия                                    | -          | -          | -          | -          |
| 01.02.1944 года | Волховский фронт                                           | 59-я армия                                    | -          | -          | -          | -          |
| 01.03.1944 года | Ленинградский фронт                                        | 54-я армия                                    | -          | -          | -          | -          |
| 01.04.1944 года | Ленинградский фронт                                        | 54-я армия                                    | -          | -          | -          | -          |
| 01.05.1944 года | 3-й Прибалтийский фронт                                    | 54-я армия                                    | -          | -          | -          | -          |
| 01.06.1944 года | 3-й Прибалтийский фронт                                    | 54-я армия                                    | -          | -          | -          | -          |
| 01.07.1944 года | 3-й Прибалтийский фронт                                    | 54-я армия                                    | -          | -          | -          | -          |
| 01.08.1944 года | 3-й Прибалтийский фронт                                    | -                                             | -          | -          | -          | -          |
| 01.09.1944 года | 3-й Прибалтийский фронт                                    | -                                             | -          | -          | -          | -          |
| 01.10.1944 года | 3-й Прибалтийский фронт                                    | -                                             | -          | -          | -          | -          |
| 01.11.1944 года | Резерв Ставки ВГК                                          | Полевое управление 3-го Прибалтийского фронта | -          | -          | -          | -          |
| 01.12.1944 года | Резерв Ставки ВГК                                          | Полевое управление 3-го Прибалтийского фронта | -          | -          | -          | -          |
| 01.01.1945 года | Резерв Ставки ВГК                                          | Полевое управление 3-го Прибалтийского фронта | -          | -          | -          | -          |
| 01.02.1945 года | Резерв Ставки ВГК                                          | Полевое управление 3-го Прибалтийского фронта | -          | -          | -          | -          |
| 01.03.1945 года | Резерв Ставки ВГК                                          | Полевое управление 3-го Прибалтийского фронта | -          | -          | -          | -          |
| 01.04.1945 года | Резерв Ставки ВГК                                          | Полевое управление 3-го Прибалтийского фронта | -          | -          | -          | -          |
| 01.05.1945 года | Резерв Ставки ВГК                                          | Полевое управление 3-го Прибалтийского фронта | -          | -          | -          | -          |
| 01.06.1945 года | Резерв Ставки ВГК                                          | -                                             | -          | -          | -          | -          |
| 01.07.1945 года | Резерв Ставки ВГК                                          | -                                             | -          | -          | -          | -          |
| 01.08.1945 года | Приморская группа войск                                    | 5-я армия                                     | -          | -          | -          | -          |
| 09.08.1945 года | 1-й Дальневосточный фронт                                  | 5-я армия                                     | -          | -          | -          | -          |
| 03.09.1945 года | 1-й Дальневосточный фронт                                  | 5-я армия                                     | -          | -          | -          | -          |